# Wsiewołod Radikorski
Wsiewołod Konstantinowicz Radikorski, ros. Всеволод Константинович Радикорский (ur. 20 września?/3 października 1915 w Moskwie, Imperium Rosyjskie, zm. 8 stycznia 1978 w Moskwie, Rosyjska FSRR) – rosyjski piłkarz grający na pozycji obrońcy, trener piłkarski.

## Kariera piłkarska
Wychowanek klubu Spartak Oktiabrskoj Kolei w Moskwie. W 1934 rozpoczął karierę piłkarską w drużynie Zawod nr 1 Moskwa, a w 1935 przeszedł do zespołu Snajper Moskwa. W połowie 1935 przeniósł się do Dinamo-klubnaja Moskwa. W 1938 został zaproszony do pierwszej drużyny Dinama. W ciągu 10 lat występował w składzie dinamowskiego klubu, w którym zakończył karierę piłkarską w roku 1948.
W składzie Dinama Moskwa uczestniczył w meczach międzynarodowych w Wielkiej Brytanii, Bułgarii, Jugosławii. Był powołany do reprezentacji Moskwy, w barwach której rozegrał 4 mecze międzynarodowe.

## Kariera trenerska
Po zakończeniu kariery piłkarskiej rozpoczął pracę szkoleniowca. Od 1949 do 1951 trenował Dinamo obwód moskiewski, a potem Dinamo Kaliningrad. W 1955 stał na czele Metałurha Dniepropetrowsk. Następnie prowadził kluby Torpiedo Pierowo, Szachtior Nowomoskowsk, Amur Błagowieszczeńsk i Eniergija Czeboksary.
8 stycznia 1978 zmarł w Moskwie w wieku 62 lat.

## Sukcesy i odznaczenia

### Sukcesy piłkarskie
Dinamo Moskwa
- mistrz Mistrzostw ZSRR: 1940, 1945
- wicemistrz ZSRR: 1946
- finalista Pucharu ZSRR: 1945
- zdobywca Pucharu Moskwy: 1941
- finalista Pucharu Moskwy: 1942
- zdobywca Superpucharu Moskwy: 1942

### Odznaczenia
- tytuł Zasłużonego Mistrza Sportu ZSRR: 1948